# Фред Олен Рей
Фред Олен Рей (англ. Fred Olen Ray; нар. 10 вересня 1954) — режисер, продюсер та сценарист.

## Життєпис
Фред Олен Рей народився 10 вересня 1954 в місті Веллстон, штат Огайо є плідним американським режисером. Він є продюсер, режисер, і сценарист низькобюджетних художніх фільмів у багатьох жанрах, в тому числі: жахів, фантастики, пригод, бойовиків, еротичних фільмів і кримінальної драми. Він навіть випустив кілька фільмів для сімейної аудиторії.
Фред Олен Рей провів більшу частину свого дитинства в штаті Флорида, де він захоплювався фільмами жахів по телевізору. Він зібрав автографи багатьох акторів з цих фільмів. Рей стверджує, що відноситься до великого родоводу і є далеким родичем королеви Єлизавети. Почав знімати фільми в 1978 році, зробивши кілька фільмів у Флориді, потім переїхав до Південної Каліфорнії, щоб бути ближче до кіноіндустрії. Багато з його ранніх робіт показувалися в автомобільних кінотеатрах і міських грайндхаусах, коли ціх місць для малобюджетних фільмів було ще багато. Деякі з фільмів Рея отримали театральні релізи. Велика частина його фільмів виходить безпосередньо на DVD або з'являється на кабельному телебаченні. Рей зробив більше 100 фільмів і все ще продовжує знімати.
У своїх фільмах він використовує багато псевдонімів, таких як: Білл Карсон, С. Карвер, Роджер Коллінз, Пітер Деніелс, Ніколас Медіна, Нік Медину, Сем Ньюфілд, Ед Реймонд, Шерман Скотт, Пітер Стюарт, і Фредді Валентайн. Крім кіноіндустрії Фред Олен Рей також професійний реслер. Його реслерське ім'я є «Приголомшливий Фредді Валентайн».

## Фільмографія
- 1987 — Циклон / Cyclone
- 1988 — Примарна імперія / The Phantom Empire
- 1994 — Одержимі вночі / Possessed by the Night
- 1995 — Кіберзона / Droid Gunner
- 1997 — Стрілець / The Shooter
- 1998 — Контрзаходи / Counter Measures
- 1999 —  Хлопчик з рентгенівськими очима / The Boy with the X-Ray Eyes
- 1999 — Збіглий розум / Fugitive Mind
- 2002 — У скрутному становищі / Stranded
- 2005 — Скляний мурашник / Glass Trap
- 2010 — Тривожні небеса / Turbulent Skies
- 2010 — Американські бандити: Френк і Джессі Джеймс / American Bandits: Frank and Jesse James